# Spoorlijn Gasselternijveen - Assen
Spoorlijn Gasselternijveen - Assen was een spoorverbinding tussen Gasselternijveen en Assen. De spoorlijn werd aangelegd door de Noordoosterlocaalspoorweg-Maatschappij en op 15 juni 1905 geopend. De lijn maakte als zijtak deel uit van het NOLS-netwerk dat zich uitstrekte van Zwolle tot aan de haven van Delfzijl.

## Geschiedenis
De spoorlijn werd aangelegd door de Noordoosterlocaalspoorweg-Maatschappij en op 15 juni 1905 geopend.
De volgende stations lagen aan de spoorlijn:
- Station Gasselternijveen, bouwjaar 1903, NOLS type tweede klasse (gesloopt in 1966)
- Halte Gasselte, bouwjaar 1903, NOLS type halte (gesloopt in 1969),
- Station Gieten, bouwjaar 1903, NOLS type derde klasse (gesloopt in 1969),
- Halte Eext, in 1905 abri, in 1923 vervangen door haltegebouw, uniek ontwerp,
- Stopplaats Anderen, bouwjaar 1905, abri (gesloopt in 1935),
- Station Rolde, bouwjaar 1903, NOLS type derde klasse,
- Station Assen, 1870, vernieuwde versie van standaardtype SS derde klasse. In 1988 vervangen door nieuwbouw.

### Staking personenvervoer
Het personenvervoer werd per 4 mei 1947 gestaakt, omdat er bij NS een gebrek was aan treinen. Al het beschikbare materieel werd ingezet om op primaire lijnen een tweeuursdienst te onderhouden. Hierdoor was er geen materieel beschikbaar voor enkele secundaire lijnen. De dienst werd in eerste instantie tijdelijk vervangen door een busdienst, hoewel gevreesd werd voor een afname van de kwaliteit, vanwege de slechte staat van de autowegen. Vanaf 15 december 1950 werd de trein definitief vervangen door de bus.

### Laatste jaren en opbraak
Tot 26 mei 1967 reden er nog dagelijks goederentreinen van Zwolle via Assen en Gasselternijveen naar Stadskanaal. Daarna gaan deze treinen via Onnen en Veendam rijden. De stations van Gasselternijveen, Gasselte en Gieten worden dan vanuit Stadskanaal bediend.
Tot in de jaren 70 was exportslagerij Udema in Gieten de belangrijkste klant voor het goederenvervoer, toen het bedrijf aangaf niet meer van de diensten van de NS gebruik te willen maken, werd de lijn gesloten.
Tussen 1975 en 1977 is er geprobeerd van de lijn een museumspoorlijn te maken. Hiervoor is een vereniging, de Noordnederlandse Spoorbaan Assen-Rolde (NMM) opgericht. In 1976 werd dit de Stichting NMS. Na drie jaar kon men echter onvoldoende kapitaal vergaren voor deze plannen en kwam het einde van de spoorlijn nabij.
De spoorlijn is in 1977 inclusief de spoorbrug over het Deurzerdiep geheel opgebroken. In de Asserstraat tussen Rolde en Gieten zijn ter hoogte van de Eexterhalte in 2007 bij de reconstructie van de weg weer rails in de weg gelegd ter herinnering aan de spoorlijn. Andreaskruizen ter weerszijden geven de suggestie van een heuse spoorwegovergang.
In 2003 werd een voormalige goederenloods nabij station Assen gesloopt.
Begin 2017 is rondom de grote verbouwing van Station Assen het laatste kilometer spoor, tussen de aansluiting ten noorden van het station en het station zelf, opgebroken.

### Afbeeldingen

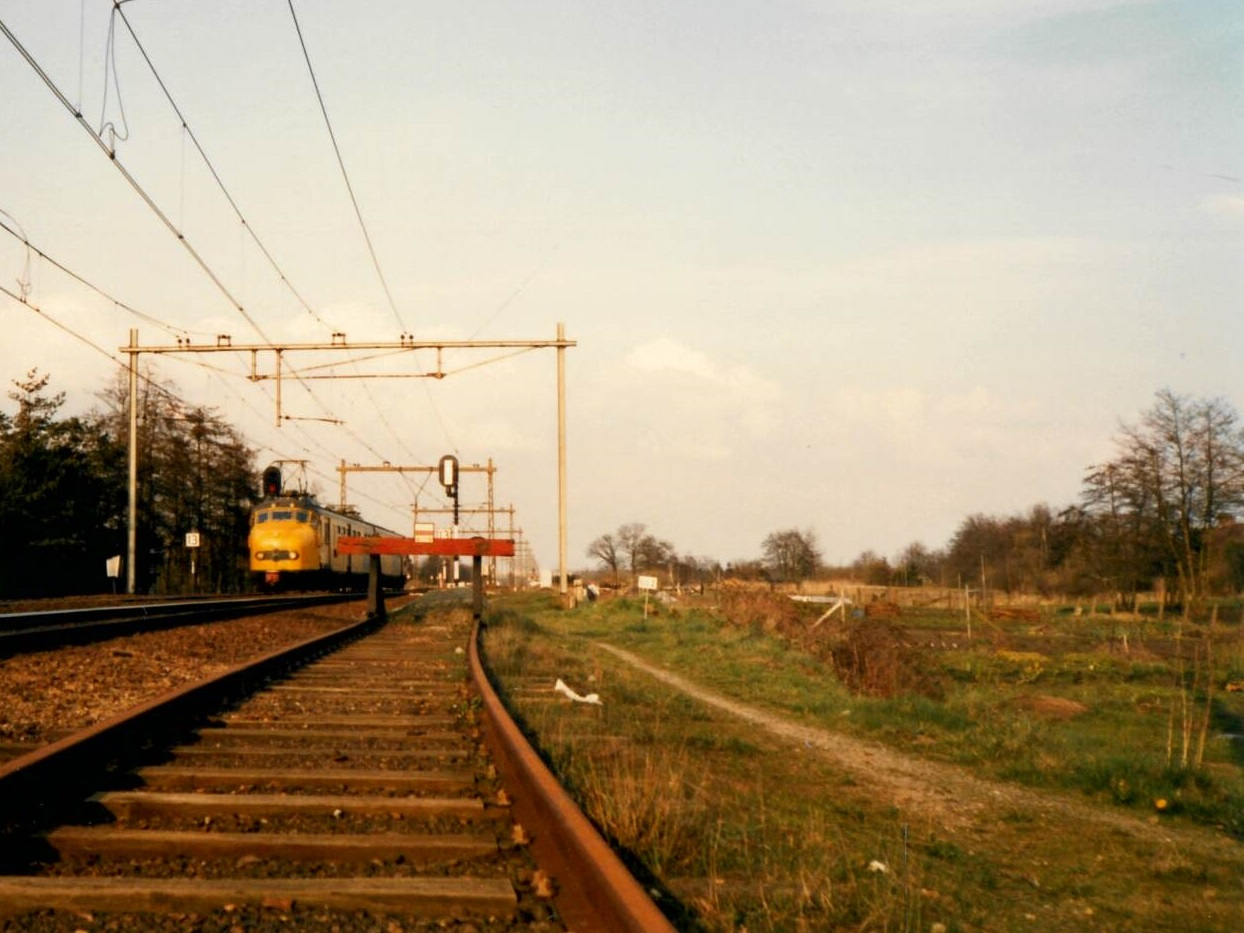
De voormalige aftakking richting Stadskanaal ten noorden van Assen.
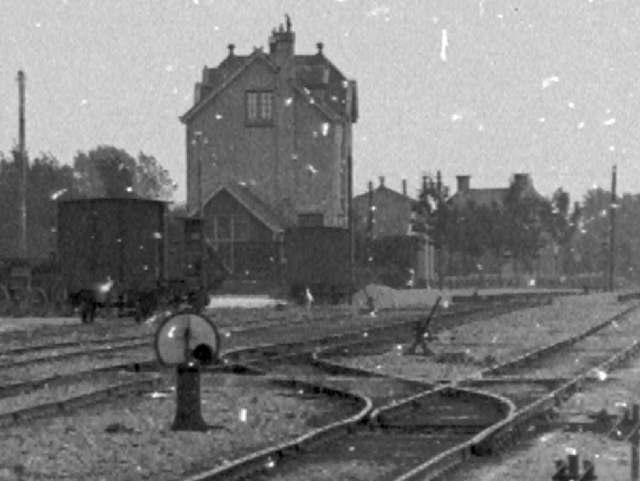
Station Gieten anno 1920.

## Restanten
Er is van de spoorlijn diverse bebouwing zichtbaar anno 2020 zoals voormalige stations en baanlichamen:
- Vrijwel het gehele baanlichaam is zichtbaar in het landschap. Op de spoordijken liggen afwisselend fiets- en wandelpaden. In Gieten heeft een fietspad de straatnaam Oude Spoordijk.
- Station Rolde bevindt zich aan de Stationsstraat 16.
- Station Eext bevindt zich aan de Stationstraat 60.
- Tussen Gasselte en Gieten bevindt zich een gegraven 'dal', het spoorgat, waarin het spoor lag. De brug over het voormalige spoor is in de winter 2011/2012 geheel opnieuw opgetrokken.[4][5] Het wordt ook wel Ravijnzicht genoemd.
- Anno 2003 bevonden zich op diverse punten nog hectometerpalen in de berm.[3]

### Afbeeldingen

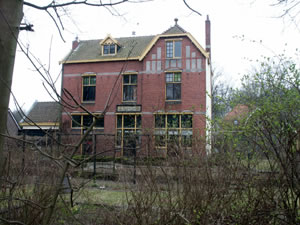
Station Rolde anno 2003.
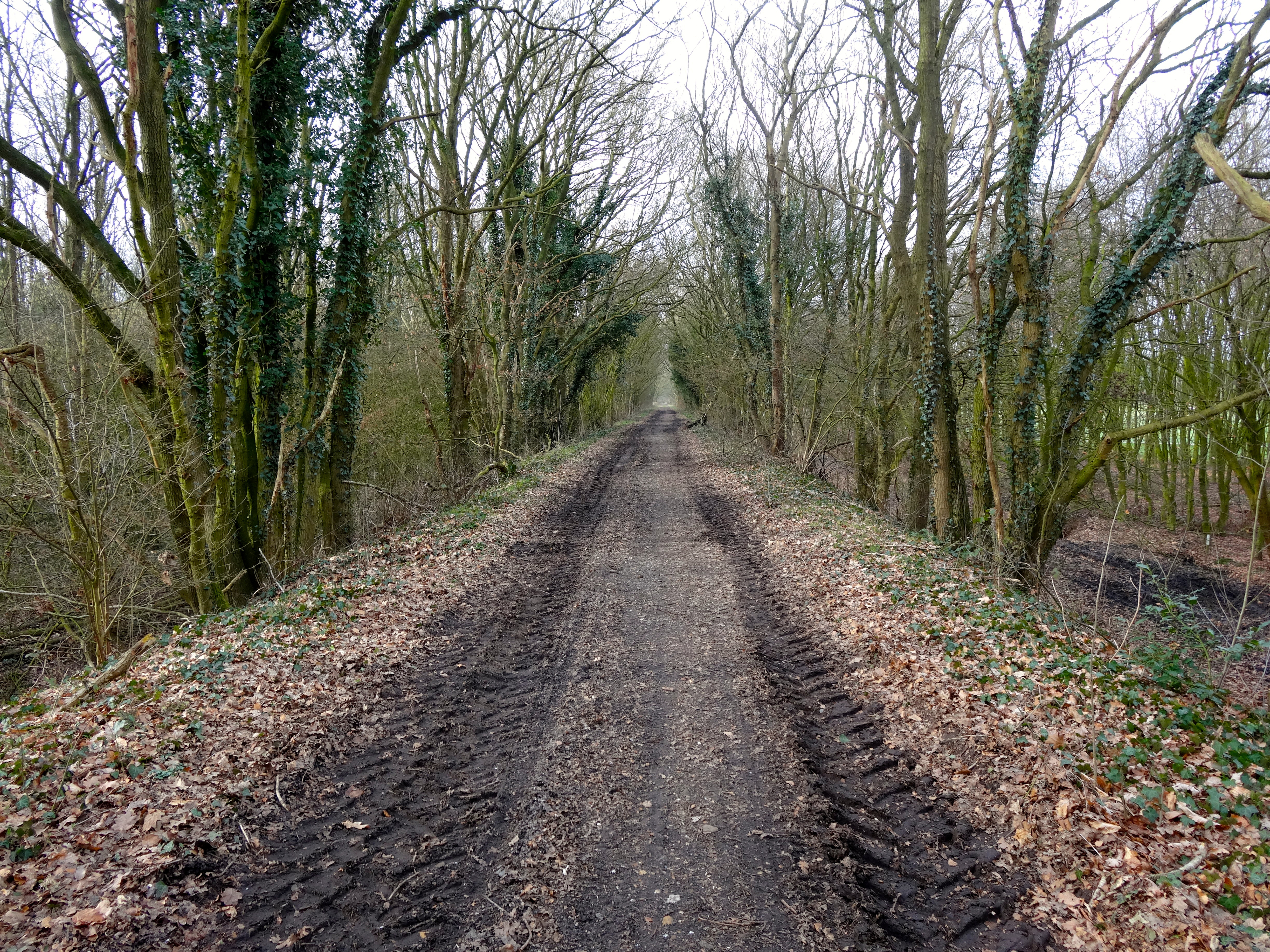
Baanlichaam tussen Gasselte en Gasselternijveen.
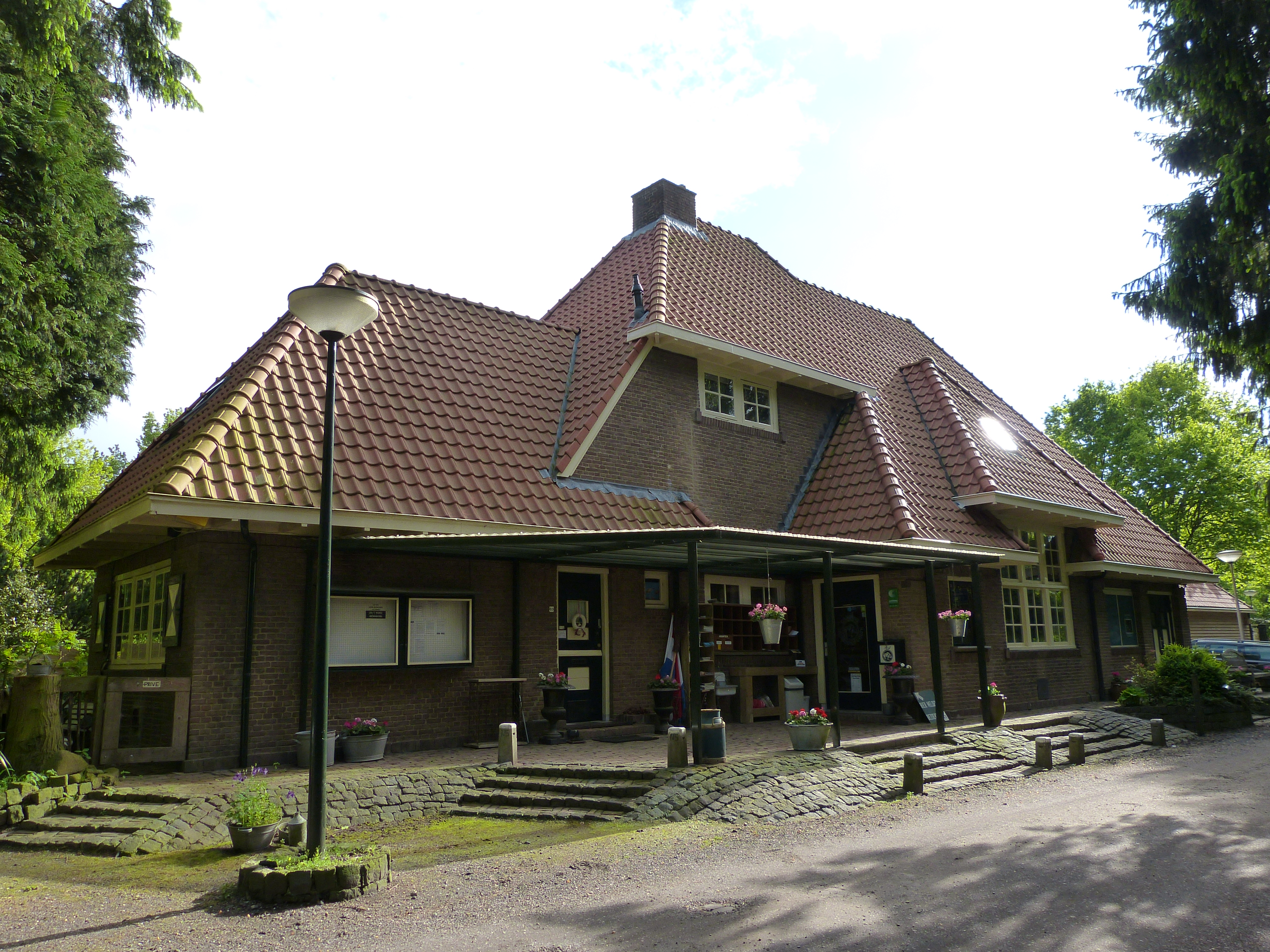
Station Eext anno 2014.
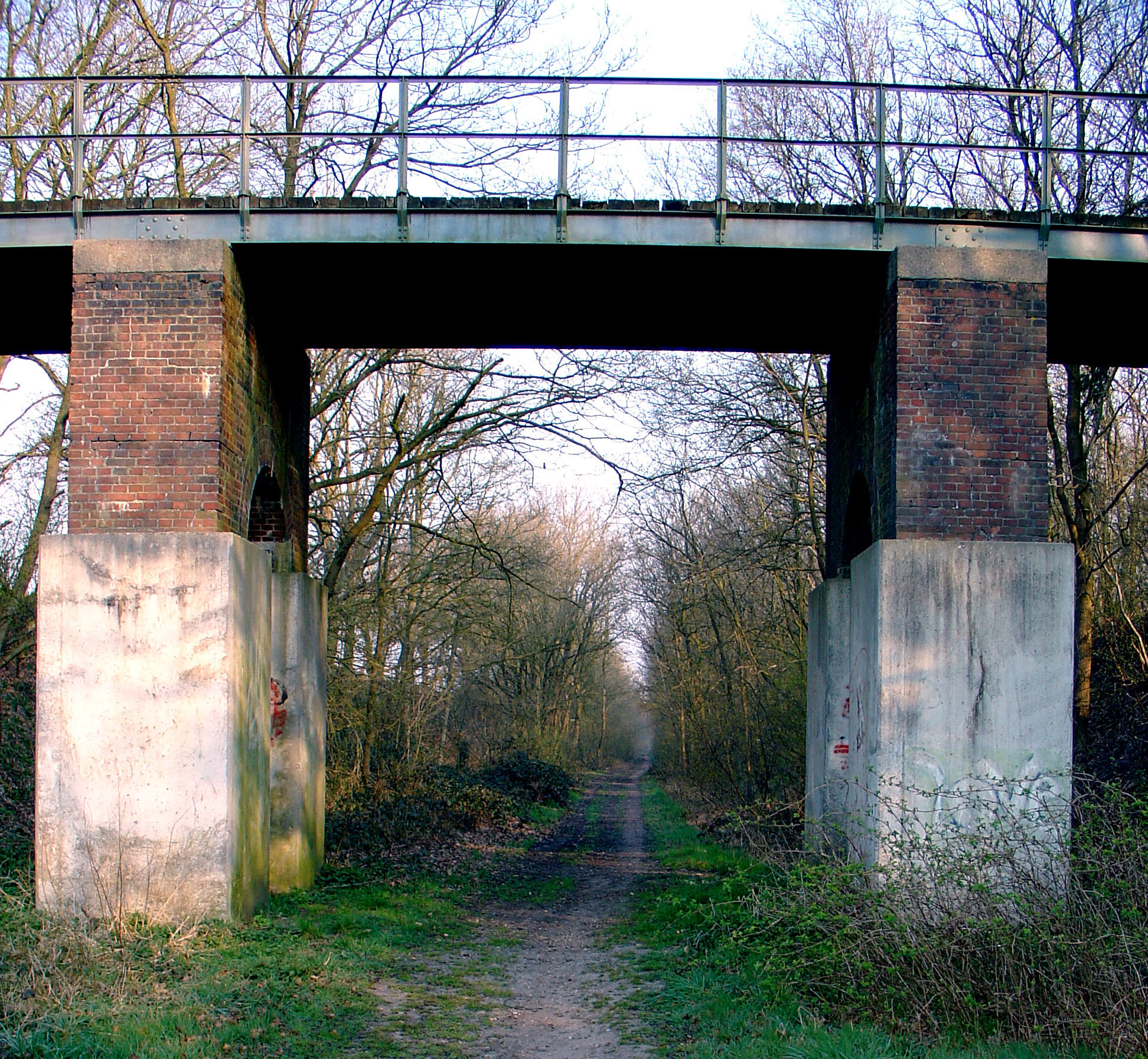
Brug bij bungalowpark 'Ravijnzicht' anno 2007
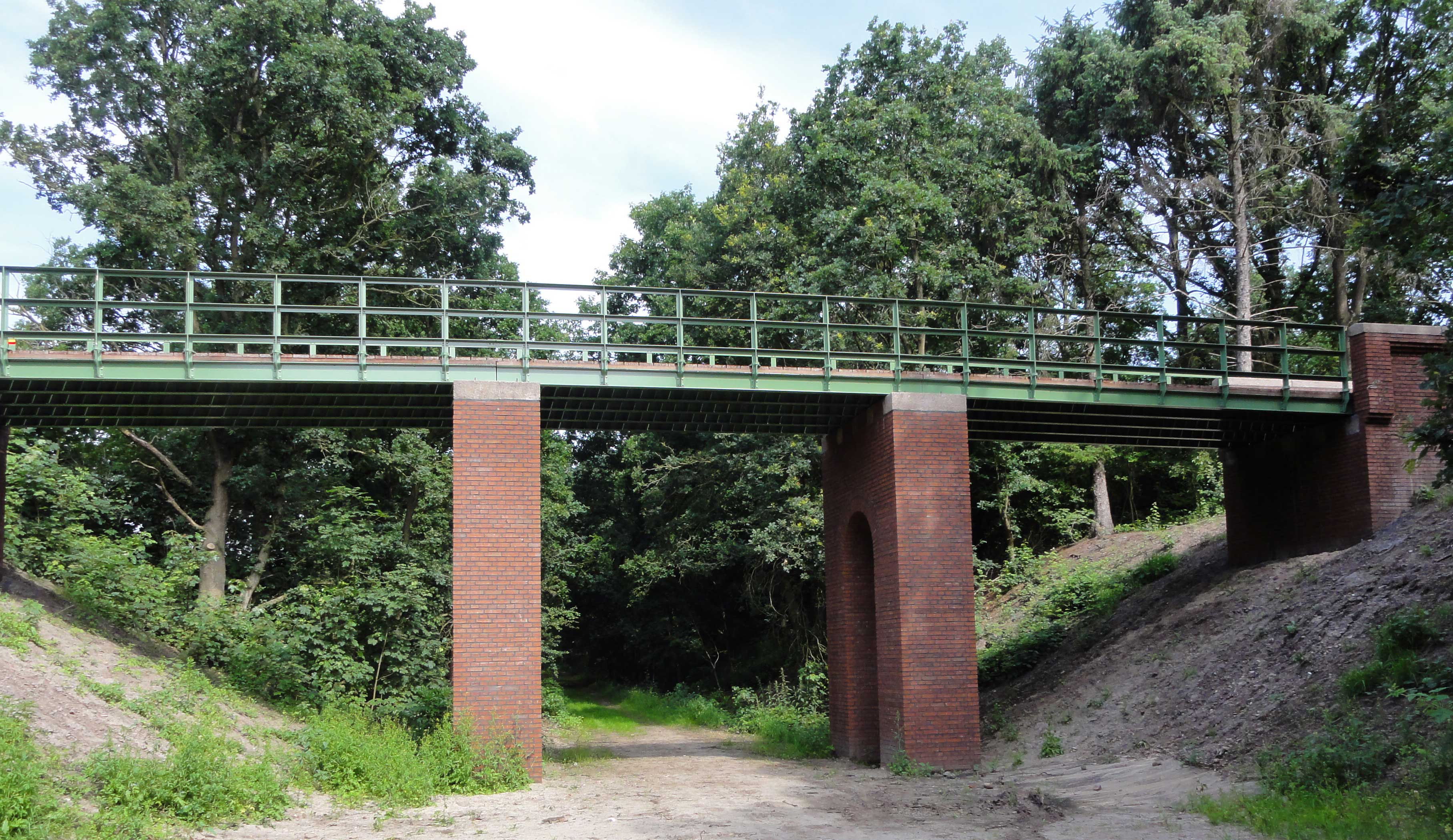
'Ravijnzicht' vlak na de restauratie anno 2012.
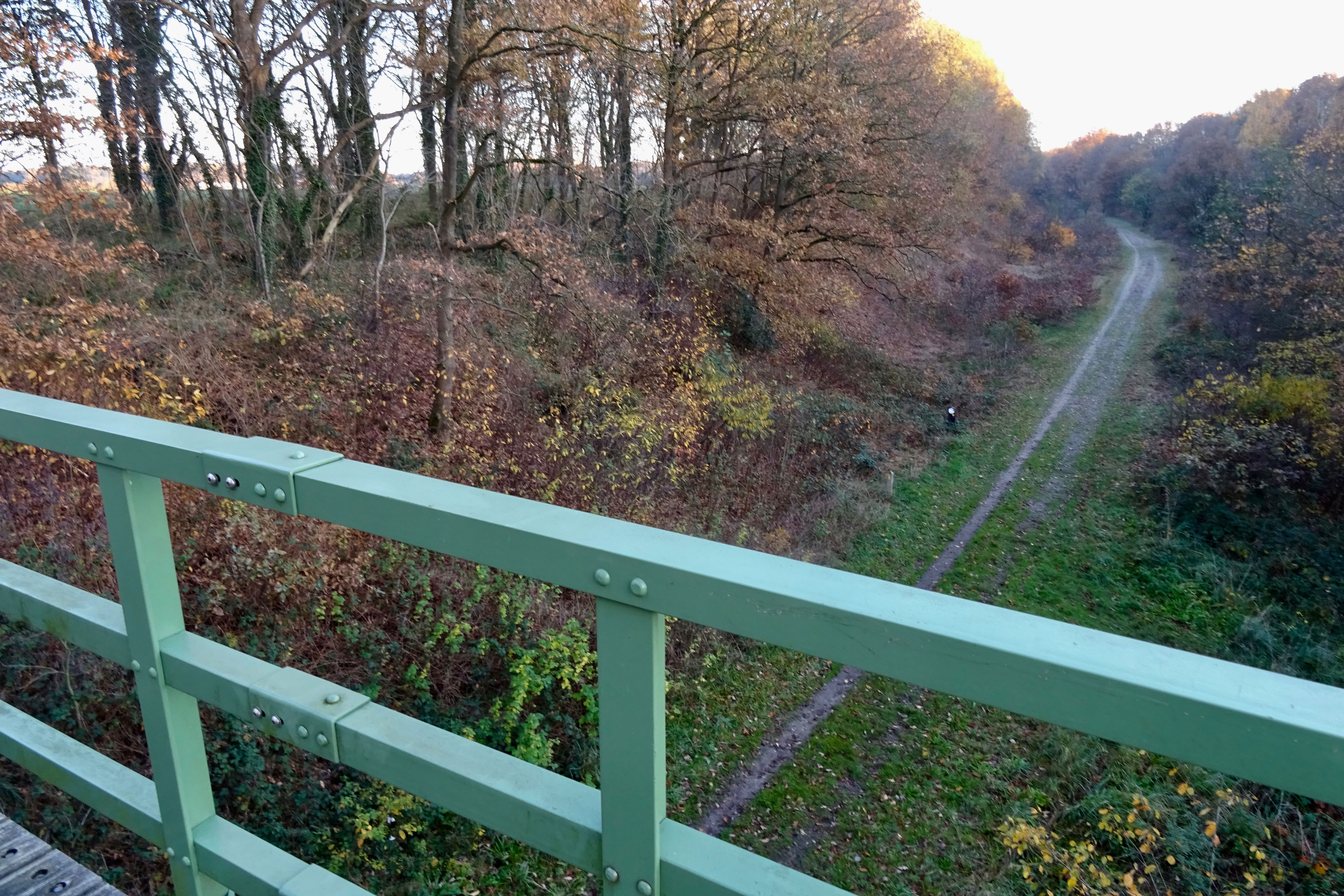
'Ravijnzicht' kijkend in zuidoostelijke richting.
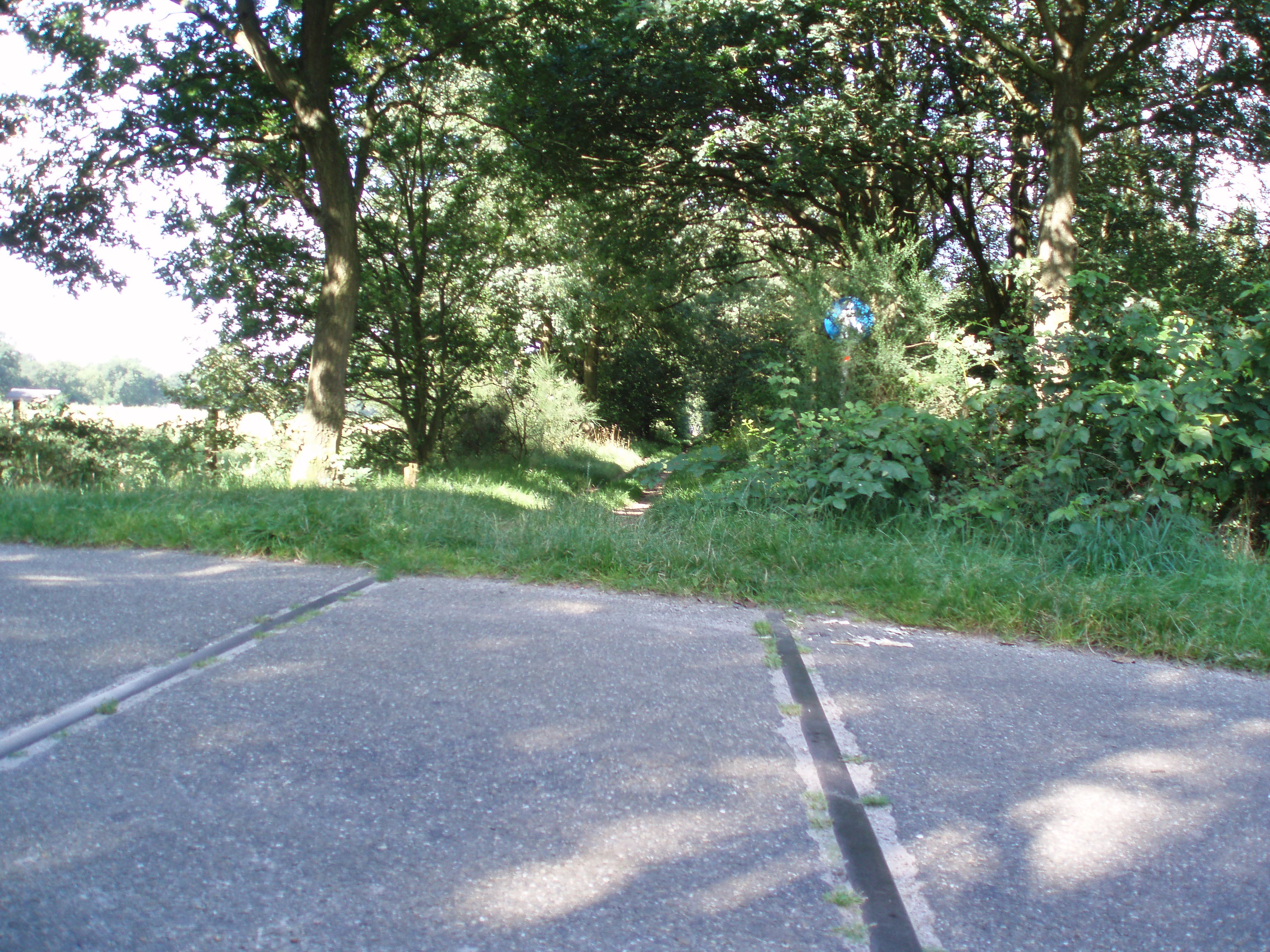
Voormalig tracé nabij Rolde anno 2007.
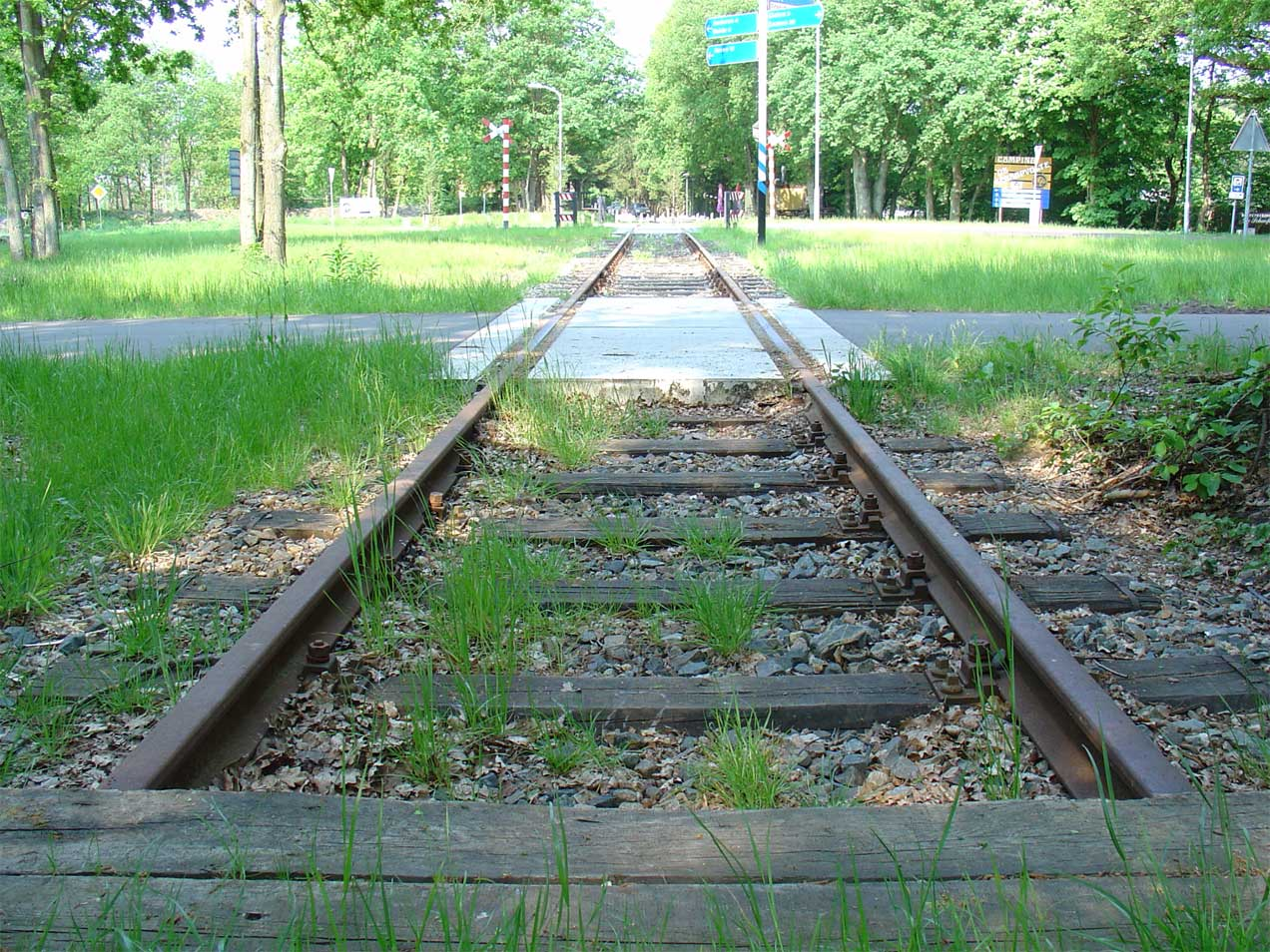
'Monument' inclusief andreaskruizen aan de Stationsstraat in Eext.